# Wüstung Corvey
Die Wüstung Corvey ist ein Bodendenkmal und eine Wüstung. Sie liegt auf dem Gebiet der ostwestfälischen Kreisstadt Höxter in Nordrhein-Westfalen im Kreis Höxter. 

## Lage

Die Lage der Wüstung Corvey

Die Wüstung Corvey füllt den südlich des Schlosses und der Abteikirche Corvey gelegenen Teil des Weserbogens bis hinter den Hafen der Stadt Höxter im Westen aus. Die Fläche der Wüstung Corvey war nach dem Abriss eines Sägewerks im Jahr 2021 weitgehend frei von sichtbarer Bebauung. Das Areal ist als Bodendenkmal eingestuft. Auf ihm befinden sich die Überreste der im Jahr 1265 von Bürgern Höxters und Truppen des Bischofs von Paderborn vollständig zerstörten Stadt Corvey.
Die sichtbare Fläche über dem Bodendenkmal gehört zum „Corveyer Feld“. Diese Bezeichnung steht für das tief gelegene Gebiet im Weserbogen, das bei Hochwasser oft überschwemmt wird. Noch 2011 wurde angeregt, hier einen Auenwald entstehen zu lassen.

## Geschichte der Stadt Corvey
Die mittelalterliche Stadt Corvey wurde laut Michael Koch, dem Stadtarchivar von Höxter, von den Äbten  Konrad (1160–1189) oder Widukind (1189–1203) in der zweiten Hälfte des 12. Jahrhunderts als „eine typische Neustadtgründung in Konkurrenz zur älteren Stadt Höxter“ gegründet. Sie wurde  1190 erstmals urkundlich erwähnt.
Die Stadt Corvey war das Ergebnis einer früh einsetzenden städtischen Entwicklung in Westfalen. Das Wachstum der Stadt begann mit einer bereits für das 9. Jahrhundert nachgewiesenen präurbanen Siedlung südlich und westlich des Klosters Corvey. Sie bildete eine Pufferzone um den ummauerten Bezirk des Klosters vor allem südlich, aber auch nördlich und westlich von diesem. Bereits um 1200 gab es auf dem ca. 55 Hektar großen Gelände der entstehenden Stadt Corvey zwei Befestigungen, einen Palisadenwall um das gesamte Gelände und die Mauer um den ca. 7 Hektar großen Klosterbezirk. In der Mitte des 13. Jahrhunderts füllte die Stadt den gesamten Raum nördlich und westlich des Weserbogens bis zur Klosteranlage aus. Ihre Hauptstraße war eine Variante des südlichen Zweigs des Westfälischen Hellwegs. Dieser war vor allem für Händler und militärisch von Bedeutung. Innerhalb der Stadtbefestigung befanden sich eine Marktkirche und die Kirche Nienkerken. Da beide Gebäude überwiegend aus Steinen errichtet worden waren, wurde der Versuch einer Weiterbenutzung nicht schon 1265 aufgegeben.
Die Stadt Corvey bestand nach Schätzungen Hans-Georg Stephans in der Mitte des 13. Jahrhunderts aus 200 bis 400 Wohnhäusern, die mindestens 1500 und maximal 2000 bis 2500 Einwohner beherbergten. Archäologen und Historiker addieren gelegentlich die Größe der bebauten Flächen der nur einen Kilometer voneinander entfernten Städte Höxter und Corvey und kommen dabei zu dem Ergebnis, dass die „Doppelstadt Höxter-Corvey“ mit „fast 100 Hektar befestigter Siedlungsfläche um 1200 zu den Großstädten in Norddeutschland“ gehört habe und diesbezüglich nur von Lübeck und Braunschweig übertroffen worden sei.
Beide Städte befanden sich in der Mitte des 13. Jahrhunderts auf dem Territorium des reichsunmittelbaren Stifts Corvey, von dessen Herrschaft sich die Höxteraner zu emanzipieren versuchten. Bei Höxter befand sich ebenfalls eine Weserbrücke, so dass der Verkehr über den Hellweg in Richtung Osten sowohl über Höxter als auch über Corvey möglich war. Die unmittelbare Nachbarschaft zweier für mittelalterliche Verhältnisse relativ großer Städte und ihrer Brücken wurde von den Höxteranern als Missstand empfunden, deren Weserbrücke lange Zeit die einzige zwischen Hann. Münden und Bremen gewesen war. Um diesen „Missstand“ zu beheben und einen Konkurrenten aus dem Weg zu räumen, verbündeten sich die Höxteraner mit dem Bischof Simon I. von Paderborn. In der Nacht vom 15. auf den 16. Juli 1265 überfielen bewaffnete Verbände des Bischofs, von ungenannten Corveyer Ministerialen und der höxterschen Bürgerschaft unterstützt, Stadt und Kloster Corvey und plünderten diese. Anschließend steckten sie die Stadt in Brand. 
Sie zerstörten diese (einschließlich der Weserbrücke) so gründlich, dass die ehemalige Stadt Corvey zur Wüstung wurde, auf der es über Jahrhunderte nicht zur Wiedererrichtung einer neuen Siedlung kam.
Michael Koch analysierte die Situation der Reichsabtei Corvey im Jahr 1265: Corvey sei zwar traditionell reich, zugleich aber trotz aller Anstrengungen, wehrhaft zu werden, letztlich wehrlos gewesen. Es habe sich langfristig um „weniger eigenmächtige Beschützer“ bemühen müssen.
Den Hintergrund dafür, dass Corvey nach 1265 nicht wieder aufgebaut wurde, bildeten negative Entwicklungen im Umfeld der Städte Höxter und Corvey. Spätestens in der zweiten Hälfte des 13. Jahrhunderts verlagerte sich der Fernhandel von Duisburg in Richtung Osten auf den nördlichen Zweig des Hellwegs in Richtung des von der Hanse dominierten Ostseeraums. Dadurch verlor der südliche Zweig des Hellwegs über Höxter bzw. Corvey an Bedeutung. Die Wirtschaftskraft beider Städte nahm ab. Bereits vor 1265 war die wirtschaftliche Potenz der Reichsabtei nicht mehr ausreichend zur Erfüllung aller ihrer Aufgaben. Die Situation spitzte sich nach zwei größeren Bränden (1178/1179 und 1200) zu. Von der Forschung wird kaum beachtet, dass der Standort Corvey zudem dadurch im Vergleich zu dem Standort Höxter benachteiligt ist, dass der Weserbogen in der von verlandeten Altarmen gegliederten Überschwemmungsaue der Weser liegt. Letztlich setzte sich der Eindruck durch, dass Höxter der bessere Standort als Corvey für den Fortbestand einer Stadt im Corveyischen sei.

## „Stadt Corvey“ und „Civitas Corvey“

### Sichtweise von Stadtplanern in Höxter
Im „Bebauungsplan 8/50, Corvey Am Hafen“ der Stadt Höxter, der am 13. März 2020 Rechtskraft erlangte, ist davon die Rede, dass die „Civitas Corvey“ im 12. und 13. Jahrhundert bereits existierenden Bischofssitzen und Städten „an die Seite zu stellen“ sei. Diesem offiziellen Sprachgebrauch zufolge ist der Klosterbezirk zur „Civitas Corvey“, der Stadt Corvey, erweitert worden.

### Sichtweise der UNESCO
Die UNESCO stimmt der Auffassung zu, dass auch die um karolingische Siedlungskerne herum gewachsene hochmittelalterliche Stadt „herausragende Dokumente des politischen, kulturellen und wirtschaftlichen Lebens im Mittelalter“ hervorgebracht habe, die in dem heutigen Bodendenkmal zu finden seien. Diese gehörten aber nicht zu der Welterbestätte Civitas Corvey. Dass diese im Gegensatz zum Westwerk der Abteikirche weitgehend nicht sichtbar sei, schließe deren Bewertung als Welterbestätte nicht aus.
Die besondere Bedeutung auch der Wüstung Corvey sieht Hans-Georg Stephan darin, dass hier durch Archäologen „der lange Weg vom Markt der Karolingerzeit bis zur voll entwickelten Rechtsstadt des hohen Mittelalters verfolgt werden kann, der infolge der abrupten Verödung in einem frühen Stadium der Stadtentwicklung konserviert wurde.“ Corvey bilde dadurch „ein in seiner Art einzigartiges Beispiel in Mitteleuropa“.

## Hintergrund Vermarktung der Weltkulturerbestätte Corvey
Im Mai 2015 wurde in einem Gutachten über die wirtschaftlichen Effekte der Verleihung des Welterbestatus an das Westwerk der Abteikirche und die Civitas Corvey beklagt, dass die Entwicklung aus der Sicht des Stadt- und Tourismusmarketings unbefriedigend sei. Anzustreben sei ein „Vermarktungsdreiklang Corvey-Weser-Höxter“, durch den die Sehenswürdigkeiten in der Kernstadt Höxter miteinander verbunden und deren Erlebnisqualität erhöht werden müssten. Die Entwicklung der Planungen für die Wüstung Corvey ist im Kontext dieser Strategie zu betrachten, die von den Mitgliedern des Rats der Stadt Höxter 2015 befürwortet wurde.
Im Jahr 2022 wies das Wirtschaftsministerium des Landes Nordrhein-Westfalen auf das Ziel der Bund-Länder-Gemeinschaftsausgabe „Verbesserung der regionalen Wirtschaftsstruktur“ hin, in strukturschwachen Regionen die Investitionstätigkeit dauerhaft zu stärken und so das Wirtschaftswachstum anzukurbeln. Der Raum an der Oberweser sei eine solche strukturschwache Region, in der höhere Einnahmen durch die Steigerung der Bekanntheit und Attraktivität der Welterbestätte Corvey und der Anlagen um sie herum einen wesentlichen Beitrag zur Förderung der regionalen Wirtschaft leisten könnten.

## Archäologische Forschung auf dem Gebiet der ehemaligen Stadt Corvey

### Ausgrabungen und Prospektionen
Erste Versuche, die überbaute Civitas Corvey sichtbar zu machen, gab es bereits anlässlich von Renovierungsarbeiten in der Abteikirche und der Neuen Abtei in den Jahren nach dem Zweiten Weltkrieg. Weitere Ausgrabungen fanden auf dem Gelände der Schloss- und der Klosteranlage sowie der Wüstung Corvey ab den 1980er Jahren statt. Im Zusammenhang mit dem Antrag an die UNESCO, Corvey in die Welterbe-Liste aufzunehmen, sicherten Forscher jedoch zu, dass Forschungen möglichst ohne Eingriff in die sensible Substanz im Boden und somit, wie bei Prospektionen üblich, zerstörungsfrei erfolgen sollten, um Erkenntnisse über die Stadt und das Kloster zu sammeln. Ausgrabungen (hier: zusammen mit Grundschulkindern), die noch im Oktober 2021 auf dem Gelände der ehemaligen Stadt Corvey vorgenommen wurden, sollen zur Ausnahme werden.
Forscher fanden heraus, dass eine Fläche von schätzungsweise 55 ha im Westen und Norden der Stadt Corvey von einem Wall mit Palisaden und einem Graben umschlossen waren. Der Stadtwall Corveys wies, gemessen vom stadtseitigen Wallfuß bis zur Mitte des dem Wall vorgelagerten Grabens, eine Mindestbreite von 14 m auf. Bis 1265 entstanden in der Stadt gerade gepflasterte Straßen, zahlreiche hölzerne und steinerne Keller, einzelne Gebäude des Steinwerk-Vorderhaus-Typs und eine spätromanische Marktkirche. Zu einer flächendeckenden städtischen Aufsiedlung des neu abgesteckten nordwestlichen Bereichs der Stadt kam es nicht. Eine Wege begleitende Bebauung konnte in diesem Bereich nicht nachgewiesen werden. 
Die Vorgänge des Jahres 1265 lösten einen archäologisch nachvollziehbaren zügigen Entsiedlungsvorgang aus, dem mit der im darauffolgenden Jahr vorgenommenen Verlegung des Stiftes Niggenkerken an die Petrikirche in der Stadt Höxter ein weiterer funktionaler Bedeutungsverfall folgte. Obgleich am Stadtrechtscharakter Corveys noch 1348 festgehalten wurde und erst 1356 von der ehemaligen Stadt und um 1400 und im 15. Jahrhundert nur noch von dem (deren Restsiedlung bildenden) Dorf die Rede ist, fehlen für das Gebiet der Stadtwüstung nach 1265 nennenswerte archäologische Siedlungsbelege.
Ausgegrabene Geräte aus dem „Haus des Chirurgen“ wurden im Jahr 2019 in der medizingeschichtlichen Sonderausstellung „Medicus – Die Macht des Wissens“ im „Historischen Museum der Pfalz“ in Speyer ausgestellt. Der Chirurg, dessen Name unbekannt ist und von dem Geräte im erhalten gebliebenen Keller eines Hauses in der Wüstung Corvey gefunden worden waren, gehörte zu den bedeutendsten Ärzten des 13. Jahrhunderts.

### Entwicklung neuer Forschungs- und Präsentationstechniken
Im Jahr 2019 untersuchte ein Forscherteam des Landschaftsverbandes Westfalen-Lippe (LWL) mit Unterstützung des Ludwig Boltzmann Instituts für Archäologische Prospektion und Virtuelle Archäologie aus Wien die Überreste der Stadt Corvey im Wesentlichen mit Hilfe des Einsatzes von Bodenradar und Magnetikmessungen. Die Messdaten bilden die Grundlage für eine virtuelle Rekonstruktion der mittelalterlichen Stadt.

## Präsentation und Vermarktung der neuen wissenschaftlichen Erkenntnisse
Die Technik der Erzeugung einer virtuellen Realität für Besucher wurde auf dem Gelände der ehemaligen Stadt Corvey erstmals 2019 angewandt. Mit Hilfe von VR-Brillen konnten sie in die frühmittelalterlicher Geschichte der Benediktinerabtei „reisen“.
Auf dem Gelände der Wüstung wurden während der Landesgartenschau Höxter 2023 dem Publikum die Ergebnisse archäologischer Forschungen vorgestellt. In die Gartenschau war im Weserbogen ein Archäologischer Park integriert, in dem fünf „Audio-Cuben“ aufgestellt waren. Dort konnte man sich über das „Haus des Chirurgen“, die Marktkirche, den Westfälischen Hellweg, die Stadtbefestigung und die Weserbrücke informieren. Das Konzept für den Archäologiepark wurde erstmals im März 2020 von dem Landschaftsplaner Franz Resche vorgestellt, der den Zuschlag für die Gestaltung der Landesgartenschau erhalten hatte. Der Archäologische Park im Weserbogen soll nach dem Ende der Landesgartenschau weiterbestehen und zum Geschichtspark weiterentwickelt werden.